# 101 далматинець (роман)

«101 далматинець» (англ. The Hundred and One Dalmatians) — найвідоміший дитячий роман англійської письменниці Доді Сміт про викрадення цуценят-далматинців. Книжка була видана 1956 року у видавництві Heinemann і відтоді не раз екранізувалася.

## Сюжет
В родині Любеньких у далматинців Понґо і Леді Понґо народжується 15 цуценят-далматинців. Про це стає відомо Лютеллі де Явол, однокласниці пані Любенької, яка має жахливу ідею — пошити собі шубку зі шкури далматинців. Одного вечора, коли вся родина пішла на прогулянку, Лютелла вкрала цуценят Любеньких й ув'язнила їх у Пекельному Палаці — її родинному маєтку, який охороняли брати Поганюки.
Леді й Понґо вирушають на порятунок своїх цуценят. У їхніх пошуках їм усіляко допомагали собаки з різних сіл. Проникнувши до Пекельного Палацу, Леді й Понґо виявляють, що там тримали не лише їхніх цуценят. З полону Лютелли їм вдалося порятувати 97 цуценят-далматинців. Обмазавшись у сажі й заховавши таким чином свої плямки, усі собаки безперешкодно подолали шлях із ферми назад до Лондона, знову ж таки не без допомоги інших небайдужих собак. Як же була здивована родина Любеньких, коли на Святвечір додому повернулися не лише їхні улюбленці, а ще й 97 цуценят. Разом з далматинцем Знайдою та її чоловіком у домі Любеньких оселився 101 далматинець. Родина викупила і перебудувала маєток Лютелли у ферму й оселилася там з усіма чотирилапими.

## Головні герої
- Понґо — далматинець пана Любенького, чоловік Леді, батько 15 цуценят-далматинців.
- Леді Понґо — далматинець пані Любенької, дружина Понґо, мати 15 цуценят-далматинців.
- Пан Любенький — власник Понґо, чоловік пані Любенької; багатий піаніст.
- Пані Любенька — власниця Леді, дружина пана Любенького.
- Няня Дворецька — стара няня Любеньких, після одруження пана Любенького з пані Любенької виконувала обов'язки дворецького.
- Няня Кухарська — няня пані Любенької, після одруження пана Любенького з пані Любенької виконувала обов'язки кухаря.
- Лютелла де Явол — зла й безжальна колишня однокласниця пані Любенької, яка мріяла про шубки зі собачих шкур.
- Пан де Явол — хутровик, чоловік Лютелли.
- Саул і Джаспер  — брат, яким Люттела дозволила задарма жити в її маєтку Пекельному Палаці, за що ті зобов'язувалися наглядати за будинком.
- Знайда — далматинець-годувальниця цуценят Леді й Понґо, у якої забрали власних цуценят.

## Екранізації
У 1961 році мультиплікаційна компанія Disney адаптувала роман і випустила однойменний анімаційний фільм «101 далматинець». Він став десятим найкасовішим фільмом 1961 року і одним із найпопулярніших фільмів десятиліття студії Disney. Мультфільм повторно виходив на кіноекрани чотири рази — у 1969, 1979, 1985 і 1991 роках.
У 1996 вийшов однойменний художній фільм «101 далматинець», де головні ролі зіграли Джефф Деніелс і Гленн Клоуз. У 1997—1998 роках на телеекранах виходив мультсеріал за мотива книжки Доді Сміт — «101 далматинець».

## Український переклад
101 далматинець / Доді Сміт ; пер. з англ. Наталії Ясіновської; іл. Тетяни Цюпки. — Львів : Видавництво Старого Лева, 2017. — 240 с. — ISBN 978-617-679-433-2.